# Chiese cattoliche di Trieste
Lista delle chiese di Trieste, ordinate secondo i quartieri e le frazioni. 

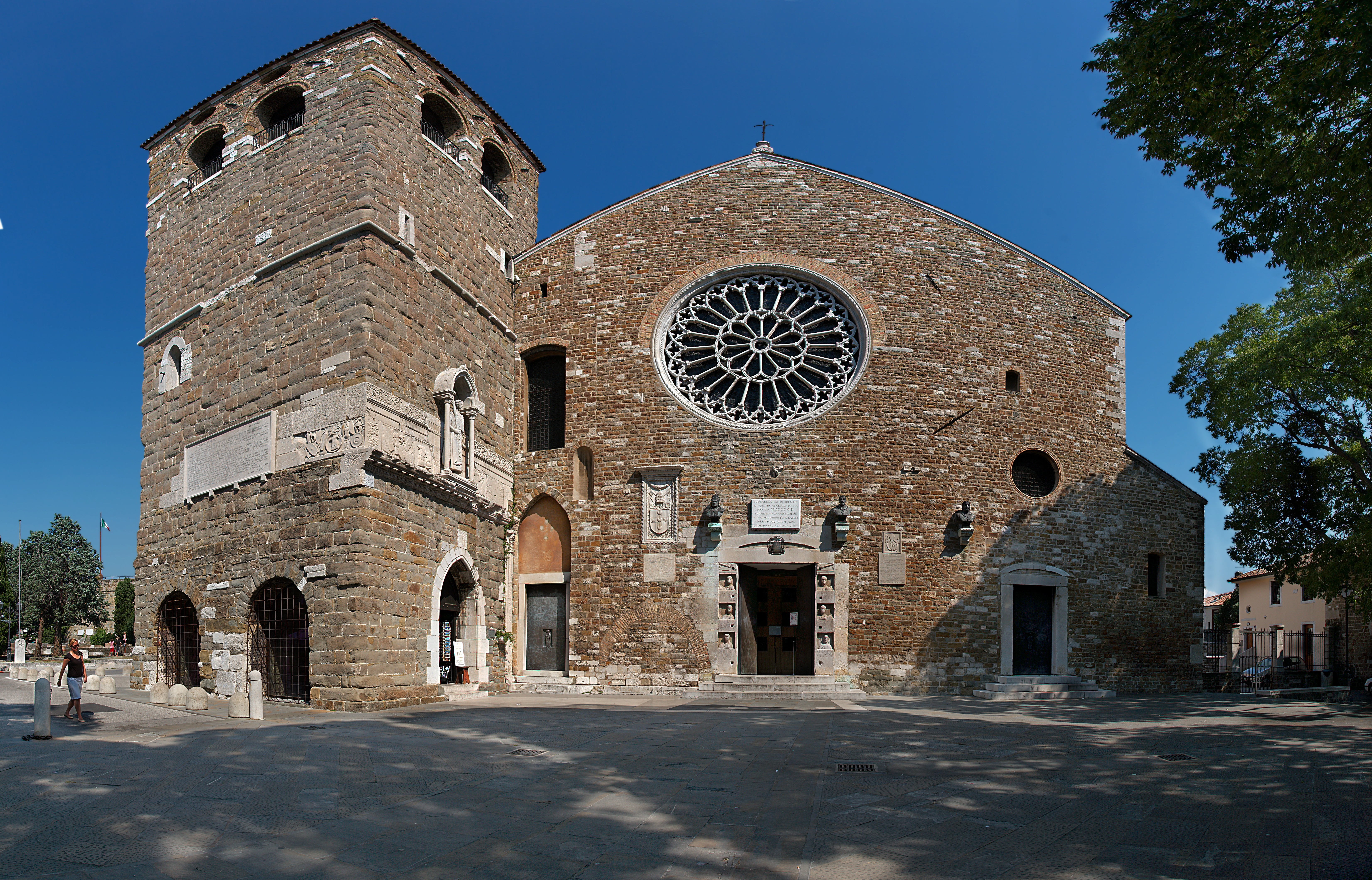
La cattedrale di San Giusto (Trieste)

## Città vecchia
- San Giusto Martire (cattedrale)
- Beata Vergine del Soccorso (popolarmente chiamata Sant'Antonio Vecchio)
- Immacolata Concezione della B.V. Maria (più nota come Santa Maria Maggiore, santuario diocesano)
- Nostra Signora della Provvidenza
- Santa Maria Immacolata (chiesa del seminario)
- Sant'Apollinare
- San Michele al Carnale
- Beata Vergine del Rosario
- Santi Rocco e Sebastiano (sconsacrata)

## San Vito
- Madonna del Mare
- Madonna delle Grazie (comunità cattolica armena)

## Sant'Andrea-Campo Marzio
- Santi Andrea e Rita

## Borgo Teresiano
- Sant'Antonio Nuovo
- San Giuseppe

### Pendice di Scorcola
- Immacolato Cuore di Maria

## San Luigi
- San Luigi Gonzaga

## Roiano
- Santi Ermacora e Fortunato

## Cologna

### Cologna in Monte
- Maria Regina Pacis

### Cologna Bassa e Scorcola
- Santi Pietro e Paolo
- Sacro Cuore di Gesù

## San Giovanni
- San Giovanni Decollato
- San Francesco d'Assisi

### Borgo San Pelagio
- Santi Giovanni e Pelagio

### San Cilino
- Gesù Buon Pastore

## Sottolongera
- Sant'Agostino

## Chiadino
- San Vincenzo de' Paoli
- Santa Caterina
- Santa Teresa
- B. V. delle Grazie
- San Pasquale Baylon

## Rozzol
- San Pio X

## Melara
- San Luca Evangelista

## San Giacomo
- San Giacomo Apostolo

## Ponziana
- Santa Maria Ausiliatrice

## Chiarbola
- San Giuseppe
- Sant'Elena
- San Gerolamo

## Servola
- San Lorenzo
- Madonna della Salute (rettoriale)

## Poggi Sant'Anna
- Santa Maria Maddalena

## Piano di Sant'Anna
- Gesù Divino Operaio

## Borgo San Sergio
- San Sergio Martire

## Barcola
- San Bartolomeo Apostolo

## Opicina

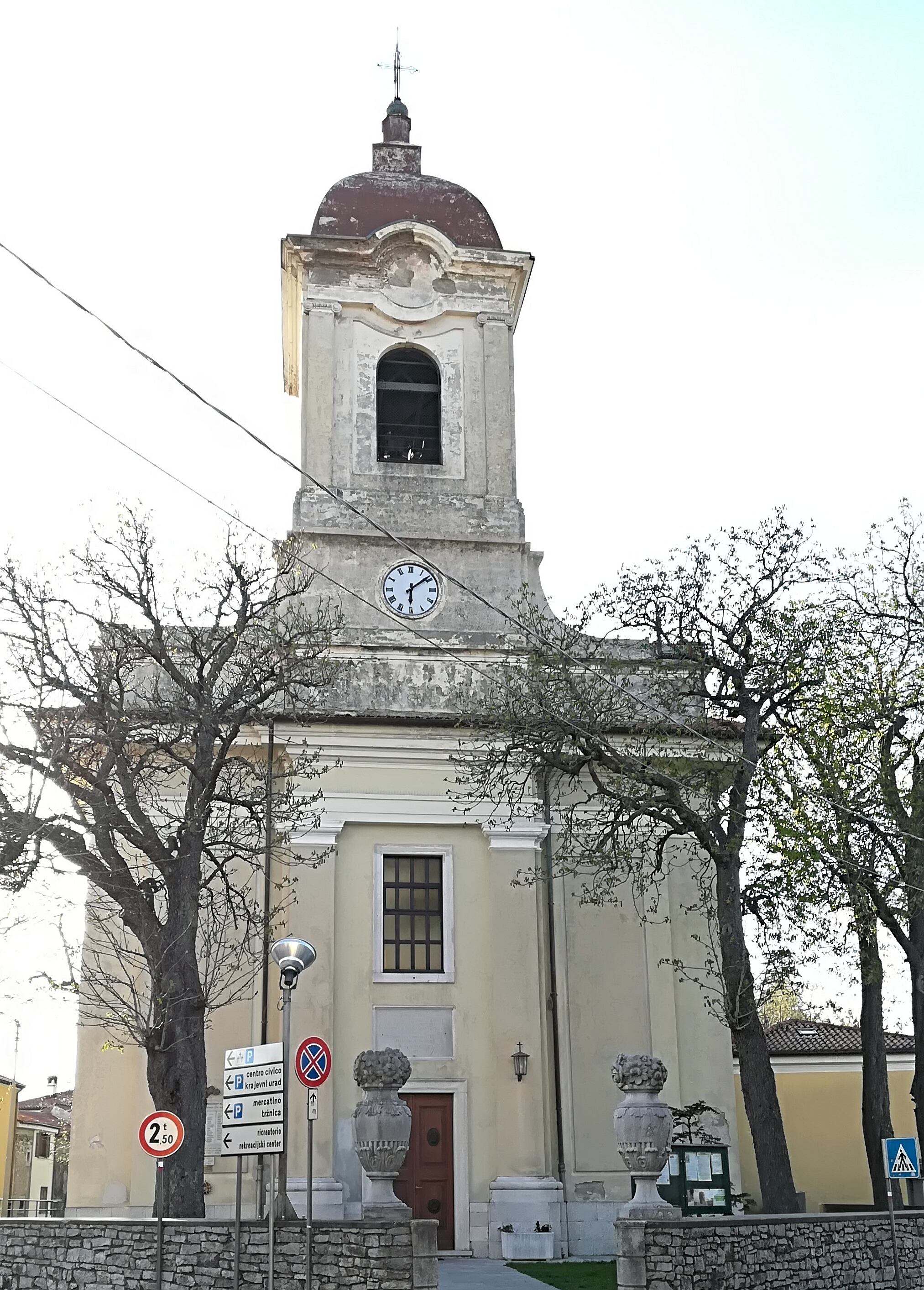
La chiesa di San Bartolomeo Apostolo (Trieste, Opicina)

- San Bartolomeo

### Villa Carsia
- Maria Regina del Mondo
- San Michele Arcangelo

## Prosecco
- San Martino
- San Cipriano

### Borgo San Nazario
- San Nazario

### Monte Grisa
- Maria Madre e Regina

## Contovello
- San Girolamo
- Santa Maria della Salvia

## Altura
- Nostra Signora di Lourdes

## Cattinara
- Santissima Trinità
- San Giovanni (cappella ospedaliera)

## Basovizza
- Santa Maria Maddalena

## Trebiciano
- Sant'Andrea Apostolo

## Gropada
- San Rocco

## Padriciano
- Santi Cirillo e Metodio

## Gretta
- Santa Maria del Carmelo

## Santa Croce di Trieste
- Invenzione della Santa Croce
- San Rocco
- Santi Quirico e Giulitta

## Conconello
- Nostra Signora Immacolata di Lourdes

## Banne
- San Floriano